# Ballekvare
Ballekvare är ett naturreservat i Arjeplogs kommun i Norrbottens län.
Reservatet består till stor del av gammal tallskog med träd som är uppemot 400 år gamla. Det finns gott om stora fallna döda träd. På dessa tallstockar ses två sällsynta arter, urskogsticka och urskogsporing. Inom området finns även fläckporing och tallstocksticka liksom vaddporing och gräddporing.
Inom området finns bergen Reurivare och Ballekvare. Mellan de båda bergen rinner ån Pråunåjåkkå igenom ett myrområde.  
Reservatet är skyddat sedan 2011 och omfattar 451 hektar. Det är beläget i östligaste hörnet av Arjeplogs kommun.